# História da língua italiana
A história da língua italiana é a descrição diacrônica das transformações que a língua italiana sofreu ao longo do tempo.

## A herança latina

A distribuição dos dialetos na Itália pré-romana

O italiano é uma língua românica, ou seja, uma língua derivada do latim, pertencente à família das línguas indo-europeias . O indo-europeu é uma língua virtual: isto é, não é verificada historicamente, mas foi reconstruída retrospectivamente a partir de várias línguas, modernas e antigas. Imagina-se que um grupo de tribos, localizado entre a Europa e a Ásia entre o quarto e terceiro milênio aC. C. e falantes de dialetos afins espalhou-se por meio de várias migrações, absorvendo os dialetos dos povos conquistados.
No final do 2º milênio aC., uma das populações indo-europeias, a que falava o dialeto destinado a se tornar a língua latina, instalou-se na península italiana.
De acordo com a ideia tradicional, portanto, na Idade Clássica o latim se impôs às línguas das populações com as quais os romanos se encontraram na península italiana. Entre os séculos III e II a. C. a península italiana ainda era uma constelação de vários dialetos, que foram reduzidos, na época de Augusto, a "vernáculos de pouca importância" .
O lígure, já profundamente comprometido pelo impacto das línguas celtas, foi definitivamente dissolvido pelo avanço do latim .
A Guerra Social (88 a.C.), na qual os romanos derrotaram várias populações itálicas rebeldes, marca o declínio do etrusco e das línguas osco-úmbricas. Bruno Migliorini observa que, aparentemente, em etrusco "nenhuma inscrição é posterior à era cristã": parece, no entanto, que o imperador Cláudio (século I d.C.), em seus estudos de etrusco, teve contato com falantes e que a língua estava, portanto, ainda viva. É provável, então, que o etrusco tenha persistido como língua cultural até o século IV d.C. e que os arúspices etruscos que acompanhavam os exércitos de Juliano consultassem livros ainda escritos em etrusco.
O celta pode ter sobrevivido na Gália (e particularmente nos Alpes helvéticos ) até o século V d.C. e talvez mesmo depois disso.
A persistência do grego na Calábria e na Puglia na época imperial continua sendo uma questão controversa: provavelmente foi o prestígio cultural da língua e o fato de ser a língua oficial da parte oriental do Império que fez com que resistisse, em algum nível, até a renovação bizantina.

### O papel do latim falado
Para definir a relação entre latim e italiano é muito importante delinear o desenvolvimento do latim falado, com suas variações diatópicas (de um lugar para outro) e diastráticas (conforme a estratificação das classes sociais), especialmente a partir da época imperial.
O latim falado fluentemente pelo povo não correspondia ao latim clássico, modelo literário codificado por alguns autores entre o século I a.C. e o século I d.C. e, posteriormente, objeto de estudo na era moderna. O chamado latim vulgar se manifestava de diversas formas, com fortes variações diatópicas: dele se originaram as diversas línguas românicas. O latim vulgar era, como língua falada, muito mais sensível à mudança do que o latim da tradição literária. Ainda assim, o latim vulgar mantinha muitas características que acompanhavam a língua latina desde sua fase arcaica. Por exemplo, a queda do -m final (fenômeno que levou do acusativo latino fontem à palavra italiana fonte) já está registrada em inscrições arcaicas e, embora fosse censurada, acabou se afirmando no Baixo Império: nas poesias, aliás, o - m final, quando seguido de palavra começando com a-, não era pronunciado. Quanto às variações diastráticas, as fontes clássicas já dão conta das variedades da época: falamos de sermo plebeius, militaris, rusticus, provincialis .
Quanto aos rumos da mudança, pode-se indicar, por exemplo, o desaparecimento dos casos e o nascimento dos artigos. Quanto aos artigos, o numeral latino unus, por exemplo, que significava também alguém, fulano se tornou artigo indeterminado (unus indeterminado é usado até por Ovídio nas Metamorfoses);[carece de fontes?] alguns pronomes demonstrativos se tornaram artigos determinados e novos demonstrativos se formaram juntando os velhos ille e iste com eccu(m).[carece de fontes?]  As consoantes finais das palavras também caíram (ex.: amat tornou-se ama).
Fundamentos importantes da mudança do latim falado são dois fatos históricos :
- o regime pessoal de Otaviano Augusto ( século I a.C. - século I d.C. ), com suas consequências na estrutura social da Roma antiga
- a difusão do cristianismo, para a qual uma data importante é certamente o ano de 313 (ano do Édito de Milão, com o qual os dois augustos Constantino e Licínio proclamaram a liberdade religiosa no Império Romano), ainda que «os privilégios concedidos aos cristãos marquem apenas a livre expansão de peculiaridades anteriormente reprimidas"[11] .

Há uma tradição anedótica sobre a propensão de Augusto para vulgarismos, talvez difícil de avaliar, mas certamente sintomática. Quanto ao cristianismo, a sua influência linguística é incalculável: tanto no que diz respeito ao léxico, influenciado por uma nova sensibilidade e um novo arcabouço conceitual, como no que diz respeito às transformações das estruturas sociais. O triunfo linguístico do cristianismo remonta ao século IV d.C.: durante muito tempo, a língua cristã foi uma espécie de língua especial, útil para estreitar "laços sociais e religiosos" entre pessoas da mesma fé ou, em todo caso, que pretendiam pensar os mesmos (novos) conceitos.
Nesse contexto, é fácil perceber que a língua escrita é mais conservadora, ainda que seja errôneo conceber o latim falado e o latim escrito como dois mundos distintos: a influência das duas formas de expressão foi recíproca e forte, e mesmo língua falada pelos analfabetos afetou a língua escrita e supervisionada. Pode-se observar que "a língua literária se estabeleceu por meio de uma estilização da fala": isso aconteceu na época da República (convencionalmente a partir de Lívio Andrônico, em 240 a.C.). As diferenças entre o falado e o escrito, leves no início, se tornariam muito fortes, mas antes do Império a diferença dizia respeito mais a uma questão de estilo e de registo: não estávamos, em suma, diante de duas línguas diferentes.
As coisas mudam, no entanto, na era imperial: ainda que as variedades diatópicas das várias províncias do Império permanecessem mutuamente compatíveis, a influência da variedade menos culta torna-se cada vez mais forte, o que é particularmente verdadeiro com a chamada crise do terceiro século, "quando [...] a ignorância é galopante". Também nesta fase os gramáticos tentam proteger a língua da "corrupção", não só em Roma, mas também nas províncias. A força inovadora da língua falada, pelo menos até a crise do século III, obedece, no entanto, às diretrizes aceitas na capital ou nela nascidas. Após a crise, porém, o prestígio de Roma ficou comprometido: as premissas para esse impulso centrífugo podem ser encontradas naquela nova provincialium superbia da qual se queixava o senador Thrasea Peto no tempo de Nero (Tácito, Annales, XV, 20). Nesse sentido, é significativa a eleição para imperador de personagens como Trajano e Adriano (ambos nascidos na Itálica, perto da atual Sevilha), ou Antonino Pio e Marco Aurélio (de origem gaulesa).

## Séculos XVI ao XIX (Cinquecento all'Ottocento)

### O Século XVI (Cinquecento) e a questão da língua
O século XVI é marcado por uma importante discussão sobre a língua. O vulgar literário já possuía reconhecimento, no entanto ainda não havia sido estabelecido qual vulgar deveria ser utilizado na língua falada e escrita. Nessa época, foram três as principais correntes que discutiam a questão da língua: a primeira corrente a cortigiana-italianista, propunha uma língua baseada na soma das línguas faladas nas cortes italianas e tinha como ícone Baldassare Castiglione; a segunda corrente florentina-trecentista, pensada por Pietro Bembo, propunha que se utilizasse como modelo a língua de Petrarca para a poesia e de Boccaccio para a prosa; a última, proposta por Maquiavel, sugeria uma língua moderna, aberta a contribuições de outras línguas estrangeiras, não apenas de línguas literárias.
Dentre as discussões destacadas, a proposta adotada foi a do escritor Pietro Bembo, no seu livro Prose della volgar lingua (1525). Há referência ao diálogo em três livros. O último deles contém uma gramática italiana, na qual o autor indica os modelos linguísticos não contemporâneos a ele, mas sim literários do século XIV. Nesse caso, seria Petrarca e Boccaccio os maiores representantes da poesia e da prosa. Por se basear nos escritores clássicos do vernáculo, essa abordagem foi chamada de classicista. O sucesso da proposta de Bembo se deu por ser clara e fácil de ser seguida, ao mesmo tempo que foi adotada por Aldo Manuzio, importante editor da época.
Um fato que se destaca neste século está relacionado com a Igreja Católica, em que, no processo de expansão da sua doutrina, indiretamente contribuiu na difusão do vulgar como língua falada. No Concílio de Trento, uma reunião realizada pela Igreja Católica entre 1545 e 1563,  foram definidos pontos para expansão da sua doutrina e para contenção do avanço do protestantismo. Para isso, foram utilizados alguns recursos como: a catequese, as escolas paroquiais/faculdades religiosas, literatura devocional por meio de livros de sermões e biografia de santos e, por último, as pregações em linguagem mais clara e objetiva.

### Século XVII (Seicento)
No século XVII, mais precisamente em 1612, a Accademia della Crusca foi responsável pela publicação de um dos primeiros vocabulários de uma língua: o Vocabolario degli Accademici della Crusca, cujo formato influencia até hoje os dicionários atuais. Considera-se o vocabulário espanhol Tesoro della lingua spagnola, de 1611, como o primeiro. 
Inicialmente organizado pelo filólogo e escritor Leonardo Salviati (1539-1589), o Vocabolario degli Accademici della Crusca foi publicado apenas após a sua morte. Tem sua base na língua utilizada pelos escritores florentinos e nas escolhas tipográficas da época: o texto aparecia em duas colunas, com moldura ao redor da página, palavras-chave destacadas com uma pequena letra maiúscula. 
O modelo lexicográfico inspirou outras academias europeias na elaboração dos vocabulários das respectivas línguas nacionais. 

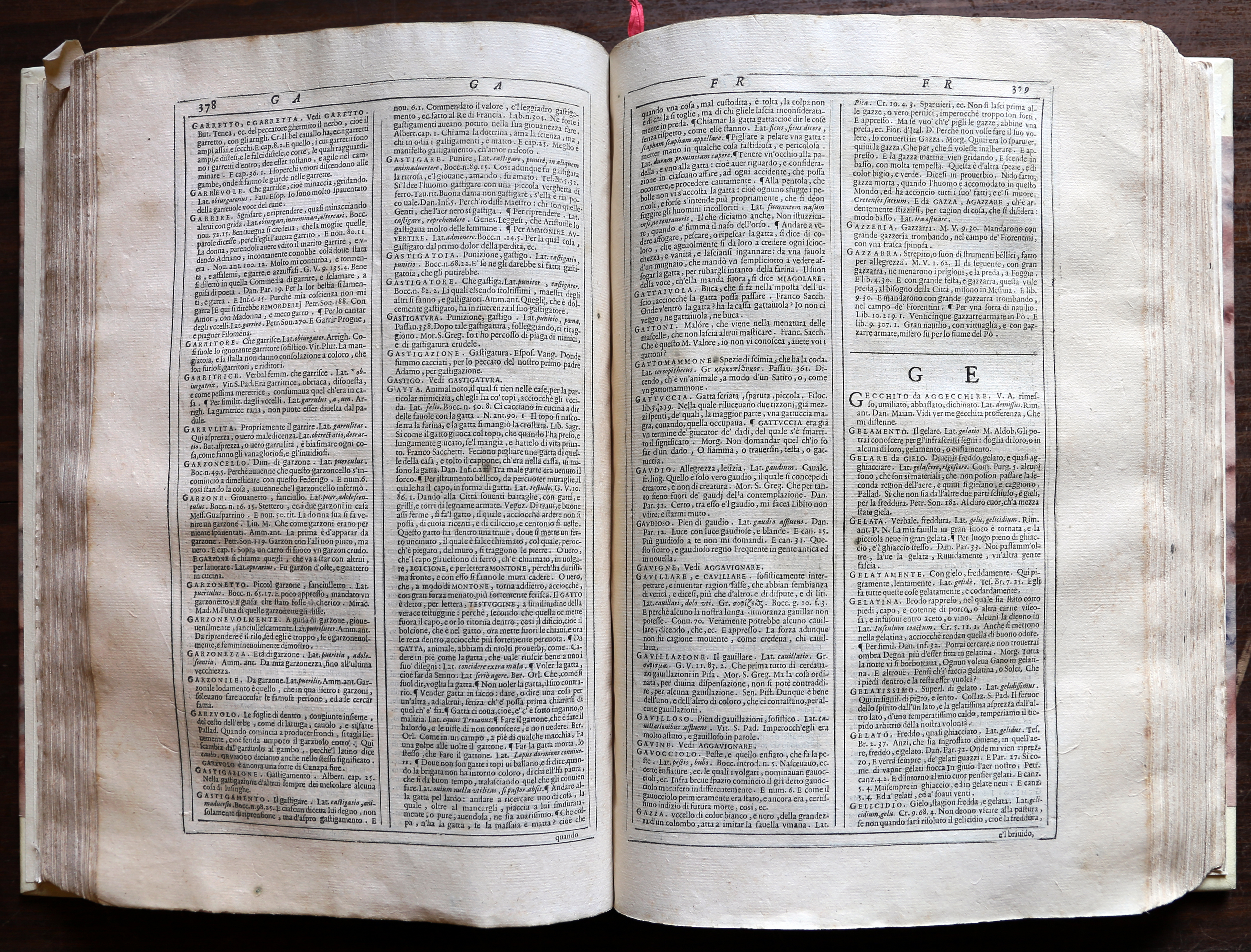
Páginas internas do primeiro Vocabolario degli Accademici della Crusca.

Apesar do sucesso do Vocabolario, houve críticas à primeira e à segunda edição, que posteriormente foram absorvidas e revisadas a partir da terceira edição, de 1691. Algumas delas eram a ausência de indicação gramatical, etimologia e o favorecimento de termos antigos em vez de termos mais atualizados, o que excluía, por exemplo, termos utilizados pelo poeta Torquato Tasso (1544-1595), autor de Jerusalém Libertada. Para os críticos, além de consistir em uma idolatria ao florentino trecentista (trecentesco) de Dante Alighieri, Petrarca e Boccaccio, também era anacrônico ignorar novos conceitos e objetos surgidos desde então.

#### PROSA CIENTÍFICA
Neste mesmo século, o cientista italiano Galileu Galileu publicou Il Saggiatore (1623) e Dialogo sopra i due massimi sistemi del mondo (1632) obras nas quais explicava suas teorias astronômicas e físicas utilizando o vulgar florentino no lugar do latim. Seu legado linguístico está relacionado a termos no campo da astronomia e da física. 
Além dele, Francesco Redi (1626-1698) também deixou uma elegante linguagem científica nas áreas de Ciências da Natureza e Biologia. Sua principal obra foi Osservazioni intorno alle vipere, publicada em 1664.
A influência sobre a língua reside na qualidade da escrita, que possuía caráter híbrido: ao mesmo tempo que utilizava elementos provenientes da literatura, também se utilizava do rigor científico e argumentativo com base no empirismo. 
No século seguinte, porém, haveria uma decadência do modelo da escola de Galileu devido à censura da Igreja, do crescente prestígio da língua francesa, além de um retorno ao uso do latim para a escrita científica.

### Século XVIII (Setecento)
No século XVIII ocorreu a Revolução Americana, que teve um impacto indireto na Itália, influenciando ideias sobre liberdade, igualdade e democracia. Os ideais iluministas promovidos durante esse período também tiveram eco na Itália, afetando a produção literária e os discursos intelectuais. No mesmo século houve a Revolução Francesa  que teve um impacto mais direto na Itália, especialmente nas regiões que estavam sob o domínio francês. Além disso, a invasão de Napoleão Bonaparte na Itália (início do século XIX) levou à disseminação dos ideais republicanos e à implementação de reformas políticas e sociais em algumas regiões italianas. Dessa forma, a linguagem política e os termos relacionados à Revolução Francesa se infiltraram na língua italiana, influenciando o discurso político da época.
A Revolução Industrial trouxe impactos econômicos e sociais profundos, transformando as estruturas agrárias e impulsionando o desenvolvimento industrial em algumas regiões da Itália. O surgimento de novas indústrias e a urbanização resultante contribuíram para mudanças no modo de vida e nas ocupações, afetando indiretamente a língua através do surgimento de terminologias industriais e comerciais. A migração interna em direção às áreas urbanas em busca de empregos nas indústrias também contribuiu para uma maior mistura de dialetos e influências linguísticas. 
Esse contexto de mudanças acabou influenciando e tendo impacto no uso da língua italiana que difundiu-se até mesmo entre as classes sociais menos escolarizadas, contribuindo assim para o seu crescimento como língua nacional. No entanto, alguns dialetos locais foram mantidos e continuaram a influenciar a língua falada em diferentes regiões. Além disso, foi um período de grandes transformações políticas e culturais na Itália. 

#### Controvérsia Orsi-Bouhours
No início do século XVIII aconteceu um acalorado e polêmico confronto, que ficou conhecido como “controvérsia Orsi-Bouhours”, devido ao nome dos dois autores, que defendiam a própria língua. A polêmica entre os linguistas Giuseppe Agostino Orsi (1692- 1761) e Dominique Bouhours (1628 – 1702) foi um debate sobre a superioridade da língua francesa e da italiana. O italiano Orsi defendia a superioridade de sua língua em relação ao francês, argumentando que o italiano era mais elegante e musical. Por outro lado, Bouhours, um crítico literário francês, defendia o francês como a língua mais refinada, afirmando que era mais lógica e clara que o italiano, em uma de suas famosas citações, “Os alemães zurram, os espanhóis declamam, os italianos suspiram, os ingleses assobiam, só os franceses falam”.
O debate se concentrou em questões estéticas, gramaticais e de expressão, alimentando uma rivalidade cultural entre as duas nações. Esse embate teve um impacto significativo no estudo linguístico, contribuindo para reflexões sobre a natureza das línguas e as preferências individuais ou culturais.

#### A origem da língua italiana segundo a teoria de Du Cange
A teoria de  Du Cange (1610-1688), sobre a origem do italiano remonta ao século XVII. Charles Du Cange, um renomado estudioso francês, propôs a ideia de que o italiano se originou do latim vulgar, que era uma forma simplificada do latim clássico usada pelo povo comum. Ele argumentou que as línguas românicas, como (o italiano, o francês, o franco-provençal, o provençal, o catalão, o espanhol, o português, o sardo, o ladino e o romeno) evoluíram do latim vulgar, ou seja do latim falado desde que Roma nasceu até a ruína de seu império e mais além, sendo as diferenças entre as línguas devidas a mudanças condicionadas influências regionais e culturais.

#### Aorigem do italiano segundo a teoria de Muratori
A teoria de Ludovico Antonio Muratori (1672-1750), destaca a relevância da Toscana e de suas influências linguísticas, literárias e culturais na formação do italiano, estabelecendo assim a base para o que se tornou a língua italiana moderna. Em suma sugere que o italiano se originou do latim vulgar, uma forma do latim falado pelo povo comum durante o Império Romano, mais especificamente do latim vulgar utilizado na região da Toscana, na cidade de Florença. E também enfatizou a importância da literatura toscana, especialmente das obras de Dante Alighieri (1265-1321), Francisco Petrarca (1304-1374) e Giovanni Boccaccio (1313-1375), na padronização e consolidação da língua italiana. Esses escritores e poetas do século XIV contribuíram significativamente para a aceitação e propagação do toscano como uma língua literária e cultural, fundamental para a formação do italiano padrão.

### Século XIX (Ottocento)
No século XIX, o debate sobre a língua italiana deixou de ser apenas no âmbito literário e restrito a poucos notáveis, para gerar interesse nas pessoas de modo mais geral. Os italianos passaram a encarar a questão como um problema sociopolítico.
No amplo debate que se desenrolou do início do século até a segunda fase do processo de unificação italiana, três foram as principais posições em torno da questão:
- Purismo, com predominância na primeira década do século XIX e cujo principal expoente foi o filólogo e lexicógrafo Antonio Cesari. Os defensores desta corrente acreditavam no valor absoluto da língua italiana antiga, em detrimento da moderna, que consideravam decadente e deturpada pela cultura.[16]

- Classicismo, com o poeta, escritor e tradutor Vincenzo Monti como principal defensor, que publicou, entre 1817 e 1826, uma Proposta di alcune correzioni ed aggiunte al Vocabolario della Crusca. Trata-se de uma crítica ao florentinismo e ao Vocabolario, remontando à tradição da polêmica linguística do século XVI, agora levantando também questões como o regionalismo. Considera-se que o maior linguista dessa época seja o escritor e filósofo Giacomo Leopardi, pois foi autor de importantes reflexões sobre temas linguísticos, inclusive, rejeitando o purismo e considerando a capacidade da língua francesa de difundir e transmitir o saber racional, o qual o autor chama de “europeísmo”. [16]

- Manzonismo[19], que ganha este nome devido à influência do escritor e poeta Alessandro Manzoni (1785-1873), autor de Os Noivos (I Promessi Sposi). Muito inspirado pelo Romantismo, ele defendia o uso do fiorentino falado como língua literária e considerava a questão da língua como um problema de ordem social e cultural.[15]

### Do Risorgimento aos dias atuais
A difusão do Italiano literário como língua falada è um fenômeno recente, na história linguística da Itália unida (1963), Tullio de Mauro estimou que, na época da unificação, apenas 2,5% dos habitantes da Itália são definidos como "falantes de Italiano", na ausência de pesquisas diretas, as estimativas Dê Mauro são baseadas, em evidências indiretas, sobre a qual existem dados bastante confiáveis,de alfabetização.Segundo estimativa de Arrigo Castellani,no entanto em 1861, a porcentagem de pessoas capazes de Italiano eram de pelo,menos10%,(2.200.000),maioria toscanos, considerados falantes de Italiano por "direito de nascimento", em vez disso, 435.000 eram os " falantes de Italiano, por "cultura",e aqueles que aprendem o idioma, graças aos estudos escolares,no entanto os habitantes de Roma e de outros pontos da Itália central, onde se falavam variedades linguísticas próximas do toscano.
O debate sobre a necessidade de adotar uma língua comum para a Itália, que se consolidaria como nação apenas em 1861, contou com o envolvimento de personalidades como Alessandro Manzoni (1785 - 1873), que ajudou a elevar o florentino a um modelo linguístico nacional, escolhido pelo seu prestígio histórico-cultural.
Em 1830, Manzoni começa escrever o ensaio inacabado "Della lingua italiana", composto em várias etapas entre os anos de 1830 e 1859, e reconstruído em cinco redações sucessivas pelos editores (Poma-Stella 1974 e Stella-Vitale 2000A e 2000B), um escrito argumentativo concebido para defender a escolha do florentino como língua nacional. Muito antes disso, porém, o autor já se ocupava do tema da necessidade de uma união linguística no país: "O estado da Itália, dividida em fragmentos, a apatia e a quase ignorância generalizada criaram uma distância considerável entre a língua falada e a escrita, a ponto de esta última quase poder ser chamada de uma língua morta." (apud TESI, 2011, p. 129). O envolvimento com o tema é levado adiante por Manzoni, que desenvolve um projeto que coloca o florentino como referência para o país.
Em 1868, Manzoni apresenta um relatório ao ministro da Educação Pública intitulado “Dell’unità della lingua e dei mezzi per diffonderla” (Da Unidade da Língua e dos Meios para Difundi-la), em que sugere uma política de intervenção e planejamento linguístico que deveria fundamentar-se no “princípio da substituição”, ou seja, substituir um idioma por outro: o idioma florentino deveria substituir os vários idiomas dialetais. Três pontos fizeram parte da proposta criada por ele: 1º ponto: Conceito de 'uso' e 'autoridade do uso' – não há diferença funcional entre o idioma-língua e o idioma-dialeto, pois ambos são instrumentos de comunicação dominados e regulados pelo uso. 2º ponto: A língua viva e seu uso representam uma totalidade homogênea e sincrônica, uma entidade completa em si mesma; a língua-modelo a ser proposta aos italianos, segundo Manzoni, deve ser "uma língua feita: não feita em conjunto e a ser feita" porque "uma língua é um todo, ou não é" (1869 apud Tesi, 2011, p. 129). 3º ponto: Cada idioma é uma ferramenta simples e neutra de comunicação, limitando-se a fornecer etiquetas com as quais designar e comunicar realidades extralinguísticas.

#### A revisões de “I Promessi Sposi”
O romance “I Promessi Sposi”, publicado por Manzoni pela primeira vez em 1827, foi o primeiro best-seller da narrativa italiana, com 70 reedições entre os anos de 1827 e 1840 e cerca de 70 mil cópias vendidas, tornando-se [AB1] uma referência para a prosa italiana. Logo depois da primeira publicação, Manzoni passa a desenvolver a ideia de revisar a língua do romance, transformando-a “em uma língua não mais baseada em escolhas pessoais, mas seguindo o conselho de falantes florentinos cultos ou alfabetizados”. (Tesi, 2011, p 129)
Comparando a edição original de 1827 com a edição definitiva de 1840, é possível encontrar correções com o objetivo, de acordo com Marazzini (2006 p 178), de tornar a língua não somente mais toscana, mas também mais simples, comunicativa e linear. Isso envolve não apenas substituições de palavras, mas também mudanças na sintaxe e na estrutura das frases, como nos dois trechos abaixo:
[ed. 1827] Renzo rimase lì gramo e scontento, a pensar d'altro albergo. Nella lista  funebre recitatagli da don Abbondio, v' era una famiglia di contadini portata via tutta dal contagio, salvo un giovanotto, dell' età di Renzo a un dipresso e suo camerata dall'infanzia: la casa era fuori del villaggio, a pochissima distanza. Quivi egli deliberò di rivolgersi a chiedere ospizio.
[ed. 1840] Renzo rimase lì tristo e scontento, a pensar dove anderebbe a fermarsi. In  quella enumerazion di morti fattagli da don Abbondio, c'era una famiglia di contadini  portata via tutta dal contagio, salvo un giovinotto, dell' età di Renzo a un di presso, e suo  compagno fin da piccino; la casa era pochi passi fuori del paese. Pensò d'andar lì.
Analisando os trechos do capítulo XXXIII, é possível notar as mudanças. Por exemplo, ele substituiu "Renzo rimase lì gramo e scontento" por "Renzo rimase lì [AB2] tristo e scontento", para tornar o texto mais natural. Manzoni também eliminou palavras consideradas literárias demais, como “camerata” e “lista”, e substituiu “gramo” por “tristo”. Além disso, fez alterações fonológicas, como a mudança de “giovanotto" por "giovinotto" e de "giovane" por "giovine."

## Linhas Evolutivas
As principais linhas Evolutivas para descrever algumas características do l’italiano falado contemporâneo tradicional gramaticalmente instáveis do séc.. XX e, muitas vezes se faz referências ao “italiano neopadrão, que devido a gramática instável, e ainda não totalmente estabelecida: importantes solicitações dos falantes prefiguram significativa alterações, em áreas de primeira importância devido o Italiano, mostrado pertencer a um determinado grupo linguístico preciso, caracterizado em relação à língua latina, por um forte apelo conservador, estes fenômenos de reestruturação do sistema talvez se devam ao fato de que o Italiano, ter sido durante muito tempo, uma língua exclusivamente escrita: não apenas devido o surgimento de aspectos característicos de seus dialetos, mas também devido a movimentos de simplificação, das linhas tocadas por estas linhas evolutivas, não parecerem ser os mais conservadores(sempre em relação em relação ao latim), mas os de maior grau de complexidade, como se, uma vez caracterizada a nível massivo a sua natureza de “ língua falada”, os falantes têm resistido às firmas mais intrincadas, percebidas como desnecessárias Jõao Nencioniele afirma que, está crise de instabilidade da língua Italiana, deve ser atribuída à “rápida e impetuosa expansão da língua nacional, a milhões de cidadãos com cultura pobre e sujeita a permanecer ao substrato dialetal”. Essa reestruturação do sistema não é operacional no nível do “sistema” (lingua Saussure ,especifica divisão entre “langue”/“parole”), o linguista Romeno Eugen Coseriu), distingue “sistema “, “ norma”, e “uso”; desta forma ao aplicar ao Italiano, a uma padronização da língua Italiana está ativa em nível dialética entre “ norma,”(entendida como ”norma social “ou norma do uso”, e formada  nos textos dos escritores e nas falas dos falantes), e o ”uso”, portanto, não estão em discussão, pressupostos sistêmicos, exemplo: concordância pronominal; sujeito e verbo; ex: (*eu como), ou a posição das preposições relacionam elementos modificados por elas, (*a irmã “do” Marcos “di”, disse que não vem), desde suas origens o italiano tem visto flutuações no uso, tais flutuações podem determinar reflexos na norma ou não. Basta pensar nos subjuntivos de Fantozzi do tipo “Vadi Lei”, embora tenham sido usados por autores como Ariosto, Maquiavel; Leopardi, a norma social os sanciona com certa firmeza. Outras flutuações de uso são enfrentadas de forma mais duvidosas pelos usuários assim  se cria uma dialética entre padrão, normativo: (gramáticos estudiosos),e de padrão social:(expresso sobretudo por categorias socioprofissionais que em momentos históricos são incumbidas, de um guia de funções). Esta dialética do signo proximação normativo diminuiu o índice das gramáticas, por outro lado a norma social tem mostrado maior tolerância com fenômenos antes considerados prerrogativas de registros de baixa qualidade. Se  no final do século XX o linguista e dialetólogo Rullio Telmo pôde afirmar que o iraniano carecia de uma variedade padrão, no início do sèc.XXI essa afirmação, embora verdadeira, deve ser repensada em síntese. Ainda há uma diferença notável entre um registro formal, e um registro informal da língua falada, a padronização é bastante evidente nos níveis de ortografia, morfologia e da sintase, o vocabulário, a fonologia e a entonação ainda são afetados por variaçoes, diatópicas. Existe uma simplificação, “paradigmàtica”, de modo que diante de todas as possibilidades oferecidas pelo sistema, os usuários tendem a usar apenas uma série de fenômenos antes rejeitados.

### Evolução da área lexical
Existe uma diferença imperceptivel entre um registro formal( principalnente na linguagem escrita), e um registro informal (principalnente na linguagem falada) a normatização é bastante evidente ao nível da ortografia, da morfologia e, menos ainda, da sintaxe uma razão estrutural para a retirada do promomi “pseudoatomico “, reconhecido por uma forma dissilábica de modo que tal forma, ao contrário de outros pronomes, o verbo finito segui em vez de precede lo, jà Raffaello Fornaciari, em sua sintaxe italiana de uso moderno, (1881), acreditava que sua forma ”loro” era pesada, e em outros casos insuportável (citado in Diadori, Palermo e Trocarelli (2009),p.169).

### Evolução do latim ao Italiano
Evoluções fonológicas do latim ao italiano: o vocalismo

#### Vogais tônicas: a ditongação
Em florentino, è e ò tônicas em sílaba aberta (terminada em vogal) transformaram-se em ditongos, segundo este esquema:
- è → iè
- ò → uò, por exemplo, fŏ-cus → fuoco

#### Evolução dos ditongos latinos
Quanto aos ditongos do latim clássico (ae, oe, au), a sua monotongação, que era uma tendência do latim falado, aparece nas línguas românicas:
- ae → e aberta  Conforme a sílaba for aberta ou fechada, repete-se a explicação para os casos de alçamento. Por exemplo[20]:
  - maestus → mesto
  - laetus → lieto

#### Epêntese
É a inserção de uma vogal ou de uma consoante no meio de uma palavra. Na evolução do latim ao italiano, registram-se alguns casos desse fenômeno, por exemplo:
- baptĭsmus → battesimo
- vĭdua → vedova

Evoluções fonológicas do latim ao italiano: o consonantismo
No que tange ao consonantismo, registra-se a queda das consoantes finais (da qual -m é um caso precoce) e, em alguns casos, a sonorização das consoantes surdas em posição intervocálica p, t e k, segundo este esquema:
- p → b (e, sucessivamente, v, pelo fenômeno de espirantização)
- t → d
- k → g

#### Evoluções dos encontros consonantais
- assimilação regressiva:
  - lactem → latte; septem → sette; advenire → avvenire
- dissimilação (uma das ocorrências de um mesmo som, que é repetido em uma breve distância na palavra, é substituída por outro som, para evitar cacofonia):
  - venenum → veleno

Evoluções morfossintáticas do latim ao italiano:
1. perda do sistema de casos, com duas declinações;
2. perda do neutro;
3. reestruturação do sistema verbal;

#### Reestruturação do sistema verbal
- A forma sintética do futuro (amabo, "amerò") é substituída pela perífrase formada pelo infinitivo e por uma forma curta de habeo ("ho"): de amare + ao se forma amerò.
- O condicional , modo que não existia no latino, toma forma.

#### Outros fenômenos gramaticais
- O desaparecimento da diátese depoente;
- a expansão da função auxiliar de habere: formas como cognitum habeo, "tengo per conosciuto", em expansão, são os progenitores das formas italianas modernas do tipo  "ho conosciuto";
- a prevalência da parataxe sobre a hipotaxe[21];

#### Palavras populares
Apenas uma parte do vocabulário latino passou diretamente para o italiano (fala-se, nestes casos, de palavras "populares" ou "hereditárias"). Eis alguns exemplos de palavras que sobreviveram em quase toda a România (e que, por conseguinte, passaram também para as outras línguas românicas):
- aqua ("acqua"), arbor ("albero"), asinus ("asino"), bos ("bue"), caelum ("cielo"), canis ("cane"), cervus ("cervo"), digitus ("dito");

## Da unificação à atualidade da língua italiana
A partir do século XVI, em toda a Itália, o modelo único para a língua escrita havia se consolidado, mas as línguas faladas ainda eram aquelas regionais presentes há séculos.
Na perspectiva nacional, a língua tinha a tarefa de superar a situação das línguas regionais e formar a base de uma identidade cultural comum dos italianos. De fato, na época da proclamação do Reino da Itália, em 1816, a Itália ainda não havia alcançado a unificação linguística completa e estimava-se que apenas 2,5 a 10 % da população entendia e usava a língua italiana. Foi só com a luta pela unificação política entre 1859 e 1870 que surgiu a plena consciência da necessidade de difundir seu uso, também falado, em todas as regiões como um idioma unitário.  
No século XIX, a lacuna entre a linguagem escrita e a realidade fragmentada dos dialetos falados foi atenuada pela publicação do romance I Promessi Sposi, no qual Alessandro Manzoni simplifica a linguagem literária, moldando-a com o florentino moderno. O autor destacou-se na narrativa ao introduzir elementos inovadores, empregando a linguagem cotidiana dos florentinos. Ele foi pioneiro na busca pela fusão entre a expressão oral e a linguagem escrita, abordando de maneira singular as complexidades sociais e políticas em sua obra. Contemporâneo do Risorgimento, Manzoni era um entusiasta da causa patriótica pela unidade italiana. Ele demonstrava uma considerável inquietude em relação ao tema linguístico, buscando, na língua, uma uniformização nacional coesa. Enriqueceu o sistema escolar com diversas sugestões, como a inclusão de educadores toscanos nas instituições de ensino e a adoção do dicionário florentino, visando disseminar o idioma entre a população.
Com a consolidação da unificação italiana, a fim de combater o analfabetismo, a educação primária foi estabelecida como obrigatória e gratuita. No entanto, enfrentou desafios consideráveis devido à elevada taxa de evasão, causada pela extrema pobreza que assolava a população.
As escolas em todo o território italiano apresentavam disparidades no nível de ensino da língua, não mantendo uma uniformidade. As instituições urbanas destacavam-se em comparação com as rurais, e a filiação ideológica de cada professor – seja manzoniana, purista ou classista – também desempenhava um papel significativo.
Para alcançar a unificação linguística, o rádio desempenhou um papel crucial, juntamente com os jornais. Surgido em 1924, o rádio exerceu influência substancial no panorama linguístico de um país caracterizado por sua diversidade. Esse meio de comunicação em massa contribuiu significativamente para a padronização da língua.
No decorrer do século XX, sob a influência de jornais estrangeiros, os periódicos italianos adotaram uma linguagem jornalística inovadora, marcando uma distinção em relação à tradição literária. Esse ajuste permitiu alcançar uma audiência mais ampla. A emergência dessa nova linguagem não apenas se tornou um fenômeno de grande alcance, mas também contribuiu para a disseminação da língua por todo o território italiano.
Foram vários os fatores que influenciaram a unificação, sejam eles de caráter sociais, econômicos ou comunicativos. Os principais fatores são: 
- O     exército nacional, no qual se juntaram massas jovens de toda a Itália e     que, por ocasião da Primeira Guerra Mundial, se viram pela primeira vez     usando uma língua unificada para se comunicar.
- A     industrialização e a consequente urbanização, que em parte levou ao     “abandono” do dialeto para atender às diferentes necessidades de     comunicação.
- A     migração interna, ou seja, o movimento de massa do campo para as cidades,     daí a necessidade de usar uma língua comum.
- A     rádio, o cinema e a televisão (1954) têm o crédito de ter desempenhado um     papel fundamental na integração linguística do país.

O resultado desses procedimentos é um idioma acessível a todos, ainda que variado em suas manifestações escritas e orais.